# Gregorius Sickinger
Gregorius Sickinger (* um 1558 in Solothurn, Schweiz; † 1631 ebenda) war ein vielseitiger Künstler, von dessen Arbeiten vor allem seine grossformatigen Stadtansichten bekannt sind. Er wirkte als Maler, Zeichner, Formschneider, Radierer und Kupferstecher in der Schweiz und in Süddeutschland.

## Leben
Gregorius Sickinger wurde als Sohn des Armbrusters Diebold Sickinger und dessen Frau Verena zum Bach in Solothurn geboren. Sein Geburtsjahr ist – entgegen anderslautenden Angaben in der älteren Literatur – nicht sicher bezeugt. Neben Gregorius sind noch fünf Geschwister (Ulrich, Franz, Lienhard, Maria und Barbara) bekannt. Sickinger heiratete am 17. Mai 1580 in seiner Geburtsstadt Catharina Seyler und legte dort am 24. Juni 1584 den Bürgereid ab. Nach dem Tod seiner ersten Frau vermählte er sich am 5. Februar 1595 mit Elisabeth Theidtrich. Nach deren Tod ehelichte er am 2. September 1614 Anna Reinhard. Er verstarb 1631 verarmt im Solothurner Spital.

## Werk

Freiburg im Breisgau
Stich von 1589

Gregorius Sickinger hat eine Vielzahl heute nur noch wenig bekannter Werke geschaffen, darunter zahlreiche Holzschnitte (zum Beispiel Exlibris und Buchillustrationen) sowie Kupferstiche und Radierungen. Aber auch Wandmalereien und Zeichnungen von seiner Hand sind überliefert. Er gilt als Erfinder des Pantograph, der dann von Christoph Scheiner herausgebracht wurde.
Seine frühesten, datierten und signierten Arbeiten sind zwei Exlibris von 1574. Am bekanntesten sind seine Stadtansichten von Freiburg im Üechtland (Schweiz), Freiburg im Breisgau, Solothurn und Bern. Diese Darstellungen sind u. a. als Bildquellen für die Bau- und Kulturgeschichte der dargestellten Städte wichtig. Von Bedeutung sind ausserdem seine Holzschnitte für verschiedene Auflagen von Sebastian Münsters Kosmographie.